# Sexy, Sexy Lover
«Sexy, Sexy Lover» es el segundo sencillo del octavo álbum de Modern Talking Alone.
CD-Maxi Hansa 74321 67155 2 (BMG) / EAN 0743216715527	17.08.1999
1. Sexy Sexy Lover (Rap Version)	 	3:10
2. Sexy Sexy Lover (Vocal Version)	3:33
3. Sexy Sexy Lover (Extended Rap Version) 4:59
4. Just Close Your Eyes			4:17

CD-Single Hansa 74321 67311 2 (BMG) / EAN 0743216731121	17.05.1999
1. Sexy Sexy Lover (Rap Version)	 	3:10
2. Sexy Sexy Lover (Vocal Version)	3:33

## Charts
| Chart (1985) | Peak position |
| ------------ | ------------- |
| Alemania     | 15            |
| Argentina    | 20            |
| Austria      | 27            |
| España       | 19            |
| Finlandia    | 9             |
| Hungría      | 9             |
| Letonia      | 10            |
| Líbano       | 13            |
| Suecia       | 25            |
| Suiza        | 35            |

- Datos: Q2980602